# Punta Valletta
La Punta Valletta (3.384 m s.l.m., in francese Pointe de la Vallette) è una montagna del Gruppo Autaret-Ovarda nelle Alpi Graie. Si trova sul confine tra l'Italia e la Francia.

## Caratteristiche

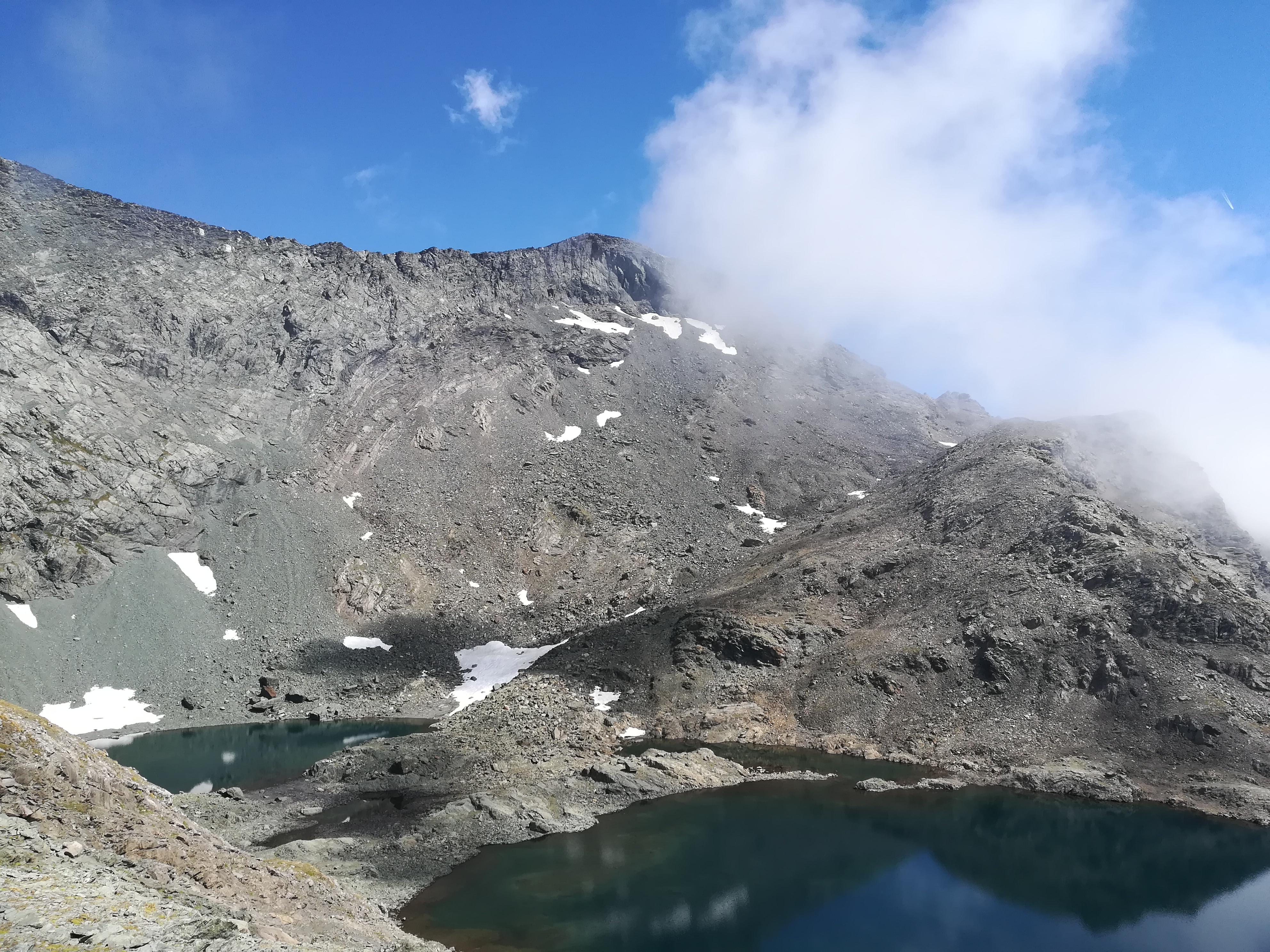
La montagna ed in basso i laghi centrali dell'Autaret.

La montagna si trova tra il colle dell'Autaret ed il colle della Valletta. Dal versante italiano dalla vetta si dirama una cresta che si abbassa al colle Sula e poi passando per la Testa Sula (3.251 m) ed il colle Sule (3.072 m) arriva alla punta Sulè ed al monte Lera. Tale cresta separa l'alta valle di Viù dal vallone d'Arnas.
Dal versante francese la montagna è ricoperta dal glacier du Baounet.
Nel versante italiano sotto la vetta sono collocati i laghi dell'Autaret.

## Salita alla vetta
Si può salire sulla vetta partendo dal rifugio Luigi Cibrario. Dal rifugio si sale al colle della Valletta e poi traversando sul ghiacciaio di Baounet si arriva alla vetta.
In alternativa si può partire dal lago di Malciaussia seguendo il percorso verso il colle dell'Autaret. Arrivati al lago occidentale dell'Autaret (2.985 m) lo si aggira e si sale al colle delle Lose Nere e poi passando per la punta Lose Nere (3.370 m) per cresta si arriva alla vetta.